# Автоматы Калашникова «сотой серии»

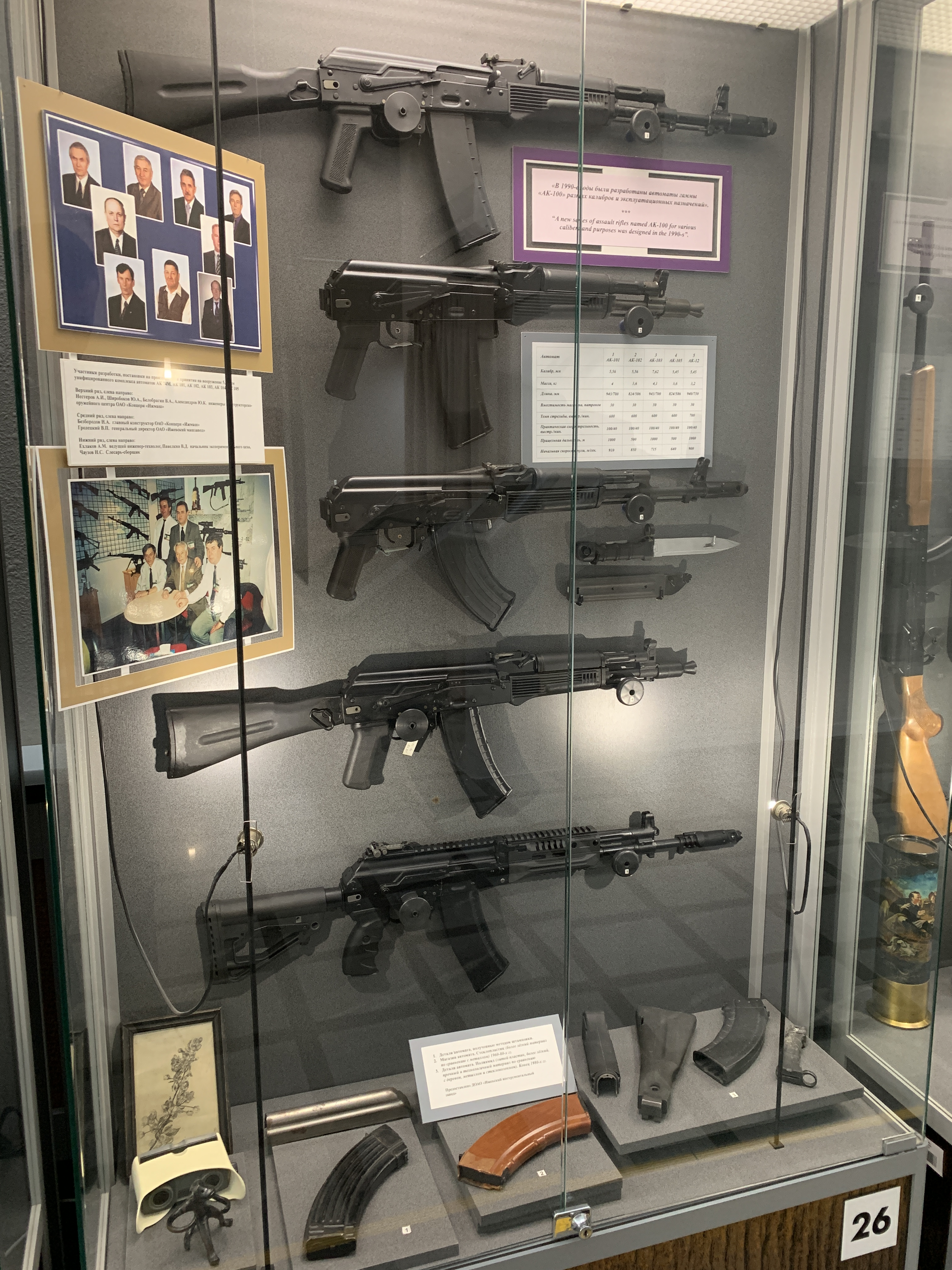
АК сотой серии в музее Калашникова

АК сотой серии — развитие третьего поколения автоматов Калашникова — автоматов на базе АК-74. Сами же АК сотой серии являются четвёртым поколением. К АК сотой серии относятся АК-74М (индекс ГРАУ — 6П34) и его варианты. Главной идеей автоматов Калашникова четвёртого поколения стала максимальная унификация различных автоматов между собой. АК-74М смог заменить сразу четыре автомата, стоявших на вооружении — АК-74, АКС-74, АК-74Н, АКС-74Н обладая и боковой планкой для крепления прицелов, и складным влево прикладом.
АК-101 (6П43) и АК-103 (6П45) — экспортные версии автомата АК-74М, различающиеся использованием патронов 5,56×45 мм (стандарт НАТО SS109) и 7,62×39 мм (советский патрон образца 1943 г.), соответственно.
АК-102 (6П44), АК-104 (6П46), АК-105 (6П47) — это модификации АК-101, АК-103 и АК-74М, соответственно, с укороченным на 101 мм стволом. Промежуточная (между АК-74М и АКС-74У) длина ствола позволила уменьшить габариты оружия, оставив газоотводное отверстие на том же месте относительно казённой части ствола, что и в АК-74М, и не укорачивать газовую камеру (как в АКС-74У). Это повысило унификацию всего «сотого» семейства.
АК-107, АК-108, АК-109 — варианты АК-74М, АК-101, АК-103 соответственно, использующие схему со сбалансированной автоматикой.
АК-101, АК-102, АК-103 и АК-104 предназначены, в первую очередь, для продажи на экспорт, а АК-105, использующий патроны 5,45×39, как и АК-74М, — для вооружённых сил и правоохранительных органов России.
Приклад и цевьё новых автоматов выполнены из ударопрочного стеклонаполненного полиамида чёрного цвета. Основание мушки и прицела, переднее и заднее упорные кольца ствольной накладки, газовая камера, нижняя антабка, защёлка фиксатора приклада и некоторые другие детали изготовлены методом точного литья. Металлические детали также защищены от коррозии специальным покрытием. Укороченные автоматы оснащены изменённой прицельной планкой (разметка только до 500 м).
На всех «длинных» вариантах имеются посадочные места для установки подствольного гранатомёта или штыка. В комплект поставки входят: маслёнка, ремень для ношения и принадлежность.
Владимир Павлович Гродецкий, занимая должность генерального директора ОАО «Ижевский машиностроительный завод», о «сотой серии» отзывался так: 
В «сотой» серии заложены новые материалы, новые технологии, новые конструкторские решения, характеристики стрельбы намного выше, чем у АКМ, которым сегодня вооружена наша армия. В другие страны мы поставляем уже только «сотую» серию.
В новой серии по-прежнему не используются облегчённые сплавы для снижения веса.
В 2009 году было объявлено о разработке новой модели «двухсотой серии», ставшей последовательным развитием автоматов сотой серии.

## История
Производство АК-74М началось в 1991 году, производство других автоматов сотой серии началось позднее. Другие автоматы сотой серии и идея широкой унификации является инициативной разработкой ИжМаш-а, а не заказом военных.
Существует два варианта АК-74М. Автоматы выпущенные до 1995 года имели приклад без гнезда для пенала и с вытянутой металлической кнопкой раскладывания приклада, автоматы выпущенные после 1995-го включительно имеют гнездо для пенала и полиамидную кнопку раскладывания приклада круглого сечения. Первые приклады АК-74М не имели прорези для ремешка затыльника приклада, идущего в комплекте с подствольным гранатомётом.
Другие автоматы сотой серии, как более поздние, учитывали недостаток прикладов АК-74М и имеют технологическое отверстие для ремешка затыльника приклада.
Не унифицированными частями автоматов одной длины являются ствол, затвор, стойки целика (в связи с необходимостью задания разных углов прицеливания), размер окон приёмника магазина, окон. При этом данные окна 5,56 мм автоматов и 7,62 мм автоматов одинаковы. Связано это с тем, что существовала необходимость возможности использования 5,45 и 7,62 мм автоматами уже выпущенных в данном калибре для более ранних АК магазинов, что означало невозможность унификации данных магазинов и окон приёмника для них между собой. При этом, 5,56 мм автомата до этого не существовало, что означало возможность унификации с каким-то стандартом окна. Так как 5,56 мм калибр больший, чем 5,45, но меньший, чем 7,62, было принято решение оставить 5,56 мм автоматам окно приёмника 7,62 автомата, сделав утолщение в верхней части магазина. При этом сами магазины для калибров 5,56 мм и 7,62 мм отличаются и не взаимозаменяемы.
Не унифицированными частями автоматов разной длины являются ствол, дульное устройство (в связи с необходимостью гашения более мощной вспышки из-за укороченного на автоматах АК-102, АК-104, АК-105 стволе), газовый блок, совмещённый с стойкой мушки, колодка целика (в связи с необходимостью задания разных углов прицеливания).
В 2008 году на базе сотой серии с целью повышения степени соответствия современным требованиям началась разработка следующего поколения автоматов Калашникова — АК двухсотой серии.
С появлением ОКР «Ратник» пришла необходимость соответствия ТТЗ МО. На конкурс были представлены усовершенствованные варианты автоматов АК-103 (получивший название АК-103-3), АК-107, АК-109. Автоматы со сбалансированной автоматикой прекратили участие в конкурсе с приходом В. Злобина и его автомата АК-12, однако АК-103-3 продолжил участие в связи с отсутствием АК-12 конструкции Злобина в исполнении, использующем патрон 7,62 × 39 мм. После провала АК-12 Злобина на испытаниях автоматы, представленные на конкурсе, были заменены на АК-12 обр. 2016 и АК-15 на его базе, что исключило АК-103-3 из конкурса.

## Варианты
|  |
|  |
|  |
|  |

- АК-101-1, АК-102-1, АК-103-1, АК-104-1, АК-105-1 — с упрощённым ударно-спусковым механизмом (без замедлителя и автоспуска с осью), позволяющим вести огонь только одиночными выстрелами. Предназначены для правоохранительных органов и охранных структур.
- АК-101-2, АК-102-2, АК-103-2 (6П45.Сб-02[11]), АК-104-2, АК-105-2 — варианты с модифицированным ударно-спусковым механизмом, позволяющем вести огонь с отсечкой очереди по 3 выстрела. Соответственно переключатель имеет 4 положения: П — предохранитель, А — автоматическая стрельба, 3 — стрельба с отсечкой очереди в 3 выстрела, 1 — стрельба одиночными выстрелами. При этом, в режиме стрельбы с отсечкой очереди, при отпускании спускового крючка до произведения 3 выстрелов (после одного или двух), УСМ займёт положение взвода перед отсечкой, то есть при последующем нажатии на спусковой крючок повторится отсечка длительностью в три выстрела. Реализация этого режима стрельбы на ранних и поздних автоматах этого варианта несколько отличается. Автоматы данного варианта легко отличить от остальных автоматов сотой серии по выступающей из ствольной коробки в районе спусковой скобы пластины. Пластина имеет роль ограничителя хода вниз флажка переводчика режимов огня. Необходимость данного конструктивного элемента объясняется увеличением хода флажка в связи с увеличением количества режимов огня.
- АК-103-3 — обновлённый вариант с пистолетной рукояткой эргономичной формы с дополнительной кнопкой предохранителя, планками Пикатинни на ствольной коробке и нижней части цевья, съёмной сошкой (выполняющей также функцию передней рукоятки)[12]. Модернизация была проведена в соответствии с требованиями ОКР «Ратник».
- АК-107, АК-108, АК-109 — варианты АК-74М, АК-101, АК-103 соответственно, использующие схему со сбалансированной автоматикой. Во время движения затворной рамы назад, балансир такой же массы движется вперёд, создавая импульсы равные по модулю, но противоположные по направлению импульсам отдачи затворной рамы во время ударов в крайнем заднем и крайнем переднем положениях. Синхронизация движения затворной рамы и балансира осуществляется кареткой с двумя шестернями (на ранних — с одной шестернёй). Газовый поршень установлен и на затворной раме, и на балансире, а потому изменена конструкция газового блока, который на данных автоматах направляет газ в два направления. Схема сбалансированной автоматики ближе всего к более ранним автоматам того же производителя АЛ-7, АЛ-6М, АЛ-6, отличаясь от, например, АКБ-1 и АЕК-971. Во время конкурса по ОКР «Ратник» в 2011-м году было показано два новых варианта АК-107, имевших планку Пикатинни вместо боковой планки, другие, нежели на других автоматах сотой серии механические прицельные приспособления с диоптрическим целиком, новое крепление крышки ствольной коробки с флажком фиксации в задней части и иным вариантом фиксации в переднем, что исключало «люфт» крышки ствольной коробки, что было необходимо для крепления прицелов на крышку ствольной коробки, и отличавшихся между собой стойками целиков и целиками (на более позднем варианте крепление целика стало компактнее), прикладом (на более позднем использовался приклад аналогичный прикладу АК-103-3, на другом — стандартный приклад сотой серии). Модернизация была проведена в соответствии с требованиями ОКР «Ратник». Проблемами данных автоматов являются увеличение темпа стрельбы вследствие ограниченного хода затворной группы, ухудшение надёжности вследствие уменьшения перебега затворной группы за магазин и конструкции синхронизации, увеличивающей чувствительность автомата к загрязнению, увеличение массы оружия, уменьшение уровня унификации и увеличение количества деталей, усложнённое взведение в связи с наличием двух пружин: балансира и затворной рамы. Главным достоинством является увеличение эффективности огня из автомата в от 1.11 до 1.8 раз, в зависимости от метода измерения и условий, относительно АК-74. Схема показала себя наиболее эффективно на 5.45 и 5.56 мм автоматах, в то время как на 7.62 автоматах схожего прироста эффективности не наблюдается, в связи с тем, что несмотря на то, что импульсы отдачи, возникающие при работе подвижных частей «гасятся» работой автоматики, импульс отдачи, возникающий в результате покидания пороховыми газами ствола у 7.62 автомата больше относительно гасящихся импульсов, чем у 5.45 и 5.56 мм автоматов.[источник?]

### Оружие, созданное на базе автомата
- Калашников TG2 — гладкоствольное самозарядное ружьё, разработанное на базе АК-103. Предназначено для учебно-тренировочной стрельбы, спорта и охоты. Особенности: хромированный канал ствола и патронник, ствол увеличенного диаметра, сверловка «Парадокс» в дульной части ствола, блокировка стрельбы в сложенном положении, максимально унифицирован с АК103[13].
- Калашников SR1 — спортивный карабин на базе АК-108. Карабин имеет множество отличий от автомата, приспосабливающих его к условиям практической стрельбы. Карабин использует магазины стандарта STANAG.
- ПП-19-01 «Витязь» — российский пистолет-пулемёт, разработанный в 2004 году основан на АК-105 (исп.20).

## Экспорт

### Армения
Договорённость об организации сборки автоматов была достигнута в августе 2018 года в Москве на встрече главы НПО «Нейтрон» Давида Галстяна с заместителем главы концерна «Калашников» Андреем Барышниковым. 15 мая 2020 был подписан договор о сотрудничестве между ОАО «Нейтрон Гам» и российским концерном «Калашников» сроком на 10 лет. В июне 2020 года в Ереване открылся завод по производству автоматов Калашникова «сотой серии». Планируется производить до 50000 автоматов в год, которые будут поставляться в Вооружённые силы Армении и на экспорт.

### Венесуэла
В мае 2005 года Венесуэла заключила контракт на поставку 100 тысяч автоматов АК-103, 74 млн патронов калибра 7,62×39 мм, магазинов, штык-ножей, запчастей, технических руководств и 5 тренажеров общей стоимостью около $40 млн. В 2006 году было достигнуто соглашение о строительстве к 2012 году заводов по лицензионному производству автоматов и боеприпасов к ним. Помимо этого, президент страны Уго Чавес заявлял о готовности закупить ещё 920 тысяч автоматов. В начале июня 2006 года из России прибыли первые 30 тыс. шт. автоматов. Строительство заводов было приостановлено в 2014 году. В дальнейшем окончание строительства завода было перенесено на конец 2015 года из-за смены подрядчика. 30 марта 2016 года руководитель делегации «Рособоронэкспорта» на оружейной выставке FIDAE-2016 Сергей Ладыгин сообщил в интервью, что строительство в Венесуэле заводов по производству автоматов Калашникова и боеприпасов к ним было приостановлено, в том числе в связи с финансовыми трудностями, а также с работой генерального подрядчика, и на данный момент готовность двух предприятий (по производству автоматов Калашникова (АК-103) и боеприпасов к ним) составляет около 70 %. Теперь состоялась смена генподрядчика, и после двухлетней паузы строительство возобновляется, и по новым планам заводы будут достроены в 2016—2017 гг. В декабре 2016 года Д. А. Рогозин заявил, что российское оборудование практически полностью поставлено и завод приступит к производству в 2019. В августе 2019 года директор Федеральной службы по военно-техническому сотрудничеству Дмитрий Шугаев сообщил, что сроки запуска завода отложены на 2020—2021 гг. Начавшаяся в 2020 году эпидемия COVID-19 привела к задержке в строительстве завода.

### Пакистан
В 2016 году Пакистан планирует закупить крупную партию АК-103, это будет зависеть от того, какой автомат выберет армия, среди кандидатов: SCAR-H, Zastava M21, Beretta ARX-200, АК-103 и автоматы производителей Sig Sauer, MKEK, PWS, LWRC Intl, Anderson Manufacturing Inc, Hanwha, Denel Land Systems, Colt, Steyr, Armalite. В 2021-м году были объявлены результаты конкурса. На первом его этапе все автоматы, кроме АК-103 показали неудовлетворительные характеристики по надёжности. Некоторые из автоматов удалось усовершенствовать до приемлемых показателей, например, SCAR-H, показавший себя лучшим по другим характеристикам, но по экономическим причинам контракт выиграл АК-103.

## Страны-эксплуатанты
- Армения[24] — АК-103 и АК-105[25]
- Венесуэла[26] — первая партия  АК-103 была разгружена летом 2006 года в порту Пуэрто-Кабельо (33 тысячи экземпляров с современным ночным прицелом); в августе и октябре 2006 года ожидалась поставка ещё 70 тысяч единиц и 25 млн патронов к ним[27]
- Индия[24] — партия АК-103 на вооружении морских коммандос ВМФ Индии[28]
- Индонезия[24] — до начала 2012 года закуплено 9 тыс. АК-102[29]
- Иран — в 2016 году партия АК-103 была закуплена для ВМС КСИР Ирана. Кроме того, между 2017 и 2018 годами налажено лицензионное производство под обозначением АК-133 для сухопутных частей КСИР.
- Казахстан[24]
- Ливия[30]
- Намибия — в 2016 году закуплены для морской пехоты[31]
- Пакистан — в октябре 2019 года начато производство АК-103 под наименованием PK-21 assault rifle[32]
- Россия — АК-105 принят на вооружение вневедомственной охраны[33] и ФГУП «Охрана» МВД РФ[34], а также ФСИН РФ[35] и ФССП РФ[36]; АК-105, АК-104, АК-103, стоят на вооружении подразделений ФСБ. 25 ноября 2009 года генеральный директор ОАО «Ижевский машиностроительный завод» В. П. Гродецкий по поводу поставок «сотой серии» в российскую армию сказал следующее[9]: Примерно с 1997-98 года мы разрабатываем наше стрелковое оружие только в инициативном порядке. От армии у нас нет ни крупных заказов, ни тактико-технических характеристик. Мы создаем оружие и затем предлагаем его нашей армии. После соответствующих испытаний она принимает его на вооружение. Так было и с автоматами «сотой» серии. Я полгода ходил к заместителю министра, чтобы он мне завизировал постановление о принятии на вооружение. Сейчас во всем мире покупают только «сотую» серию.
- Саудовская Аравия[37]
- Сирия[38]
- США — с начала 2000х годов фирма «Kalashnikov USA» производит конструктивный аналог автомата АК-103[39] под наименованием KR-103 rifle[40]
- Таиланд — АК-104 закуплены в 2020 году для полков Рейнджеров в южных провинциях.
- Уругвай — АК-101 состоит на вооружении уругвайских миротворцев[41].
- Фиджи — закуплены АК-101[42][43]